# Антон Саксонски
Антон I Саксонски (на немски: Anton Clemens Theodor Maria Joseph Johann Evangelista Johann Nepomuk Franz Xaver Aloys Januar, „der Gütige“, * 27 декември 1755, Дрезден, † 6 юни 1836, дворец Пилниц при Дрезден) от линията Албертини на род Ветини, е от 1827 до 1836 г. вторият крал на Саксония.

## Биография
Той е петият син на Фридрих Христиан (1722 – 1763), курфюрст на Саксония, и съпругата му Мария Антония Баварска (* 1724 – 1780), дъщеря на император Карл VII и съпругата му Мария-Амалия Хабсбург-Австрийска.
Антон наследява на 5 май 1827 г. като крал на Саксония най-големият си брат Фридрих Август I (1750 – 1827), който умира без мъжки наследник. 71-годишният Антон е без опит в управлението. През септември 1830 г. Антон взема за съ-регент племенника си Фридрих Август II, син на по-малкия му брат принц Максимилиан от Саксония (1759 – 1838).
През 1836 г. Антон е наследен от племенника си Фридрих Август II.

## Брак и потомство
Омъжва се два пъти:
∞ 1. 24 октомври 1781 в Дрезден с принцеса Мария Каролина Савойска (* 17 януари 1764, † 28 декември 1782), дъщеря на Виктор Амадей III Савойски, крал на Сардиния, и на съпругата му Мария-Антония Бурбон-Испанска, инфанта на Испания, от която няма деца
∞ 2. 18 октомври 1787 в Дрезден за ерцхерцогиня Мария Терезия Австрийска (* 14 януари 1767, † 7 ноември 1827), дъщеря на император Леополд II от Австрия и на съпругата му Мария-Лудовика Бурбон-Испанска, инфанта на Испания, от която има четири деца, които умират малко след раждането:
- Мария Луиза Саксонска (* 14 март 1795, † 25 април 1796)
- Фридрих Август Саксонски (*/† 5 април 1796)
- Мария Йохана Саксонски (* 5 април 1798, † 30 октомври 1799)
- Мария Терезия Саксонски (*/† 15 октомври 1799)